# Joods-bolsjewisme
De term joods-bolsjewisme of judeobolsjewisme is een politieke en polemische uitdrukking in vertogen die antisemitisme paren aan anticommunisme. Het begrip en zijn varianten, wijd verspreid in het interbellum, geven uitdrukking aan de mythe dat de Joden, achter of tussen de bolsjewieken, de ware bewerkstelligers waren van de Russische Oktoberrevolutie en dat ze de eigenlijke macht hadden in de USSR. In ruimere zin worden de Joden verantwoordelijk gehouden voor het marxisme en de communistische beweging in het algemeen, alsook voor de wandaden in naam daarvan begaan door de communistische regimes.
De mythe van het joods-bolsjewisme verspreidde zich snel na november 1917, vooral door toedoen van gevluchte Witte Russen. Vervolgens werd ze gerecupereerd door het nazisme en door andere extreemrechtse nationalismen in verschillende landen. Het concept werd een nieuwe incarnatie van de joodse complottheorie, in contrast met - maar niet ter vervanging van - de mythe van het Jodendom als bewerkstelliger van het kapitalisme.